# Pseudhomalopoda prima
Pseudhomalopoda prima är en stekelart som beskrevs av Girault 1915. Pseudhomalopoda prima ingår i släktet Pseudhomalopoda och familjen sköldlussteklar.
Artens utbredningsområde är:
- Kuba.
- Dominikanska republiken.
- Haiti.
- Jamaica.
- Puerto Rico.

Inga underarter finns listade i Catalogue of Life.